# مايا سانسا
مايا سانسا (بالإيطالية: Maya Sansa)‏ هي ممثلة إيطالية، ولدت في 25 سبتمبر 1975 بروما في إيطاليا.

## وصلات خارجية
- مايا سانسا على موقع IMDb (الإنجليزية)
- مايا سانسا على موقع قاعدة بيانات الأفلام العربية
- مايا سانسا على موقع ألو سيني (الفرنسية)
- مايا سانسا على موقع أول موفي (الإنجليزية)
- مايا سانسا على موقع قاعدة بيانات الأفلام السويدية (السويدية)
- مايا سانسا على موقع إن إن دي بي (الإنجليزية)
- مايا سانسا على موقع قاعدة بيانات الفيلم (الإنجليزية)
- مايا سانسا على موقع كينوبويسك (الروسية)